# SponsorBlock
SponsorBlock是一個免費且開源的瀏覽器擴展插件，旨在跳過（阻止）YouTube影片中的贊助片段。該擴展插件依靠用戶提交的數據庫資料來識別視頻中的讚助片段。擴展插件的用戶可以提交視頻中的片段，並對其他人提交的片段進行投票。該外掛是火狐瀏覽器附加組件商店的推薦擴展插件。截至2022年7月20日，該外掛在火狐瀏覽器上有超過175943次下載，在Google 瀏覽器上有超過700.000次下載。

## 歷史
最初，SponsorBlock只能用於提交和跳過贊助片段，但在2020年6月增加了對多個片段類別（如自我宣傳或中場休息片段）的支持。2022年1月的修訂版增加了對標記完整影片贊助的支持。2022年1月的修訂增加了對標記完整影片贊助的支持。

## 使用方法
該擴展的用戶可以為視頻中的片段提交時間戳，並為它們選擇一個類別。當視頻播放時，這些片段會被自動跳過。當一個片段被跳過時，一個小的彈出窗口會出現幾秒鐘，讓用戶對該片段進行投票或 "取消跳過"。該擴展程序跟踪每個用戶提交和跳過的片段數量的統計數據，並總結了自其安裝以來節省的時間。

## 迴響
該擴展插件在2020年7月21日被列入Mozilla的擴展插件精選。該擴展插件是火狐瀏覽器推薦的擴展插件，截至2021年4月7日，該擴展是列出的評分最高的推薦擴展插件

## 外部鏈接
- 官方网站
- SponsorBlock的GitHub原始碼庫 （页面存档备份，存于）